# Calamphora campanulata
Calamphora campanulata är en nässeldjursart som först beskrevs av Warren 1908.  Calamphora campanulata ingår i släktet Calamphora och familjen Sertulariidae. Inga underarter finns listade i Catalogue of Life.